# Melres e Medas
Melres e Medas (oficialmente: União das Freguesias de Melres e Medas) é uma freguesia portuguesa do município de Gondomar, com 27,81 km² de área e 5295 habitantes (censo de 2021). A sua densidade populacional é 190,4 hab./km².

## História
Foi constituída em 2013, no âmbito de uma reforma administrativa nacional, pela agregação das antigas freguesias de Melres e Medas e tem a sede em Melres.

## Demografia
A população registada nos censos foi:
| Distribuição da População por Grupos Etários | Distribuição da População por Grupos Etários | Distribuição da População por Grupos Etários | Distribuição da População por Grupos Etários | Distribuição da População por Grupos Etários | Distribuição da População por Grupos Etários |
| -------------------------------------------- | -------------------------------------------- | -------------------------------------------- | -------------------------------------------- | -------------------------------------------- | -------------------------------------------- |
| Antes da agregação                           |                                              |                                              |                                              |                                              |                                              |
| Ano                                          | 0-14 anos                                    | 15-24 anos                                   | 25-64 anos                                   | >= 65 anos                                   | Total                                        |
| 2001                                         | 1227                                         | 1037                                         | 3389                                         | 645                                          | 6298                                         |
| 2011                                         | 847                                          | 743                                          | 3381                                         | 849                                          | 5820                                         |
| Após a agregação                             |                                              |                                              |                                              |                                              |                                              |
| Ano                                          | 0-14 anos                                    | 15-24 anos                                   | 25-64 anos                                   | >= 65 anos                                   | Total                                        |
| 2021                                         | 568                                          | 610                                          | 2939                                         | 1178                                         | 5295                                         |